# 2012年中華民国総統選挙
2012年中華民国総統選挙（2012ねんちゅうかみんこくそうとうせんきょ、繁: 2012年中華民國總統選舉、正式名称: 第13任總統副總統選舉）は、2012年（民国101年）1月14日に中華民国（台湾）で行われた、総統、副総統（第13期）を選出する選挙である。また、選挙原則（普通、平等、直接、秘密選挙）が採用されてから5回目の選挙である。
2012年中華民国立法委員選挙も同時に行われ、史上初の総統選挙と立法委員選挙のダブル選挙となった。

## 概要
馬英九の勝利は、中台関係改善の実績と現状維持路線（統一せず、独立せず、武力行使せず）が評価されたものと受け止められた。特に中台関係改善・交流拡大のきっかけとなった「九二共識」（中国と台湾の当局者が1992年に交わしたとされる合意の通称、中国側は「一つの中国」で双方が合意したと主張したのに対し、台湾側は「一つの中国」の判断は双方の見解に委ねると解釈し、双方で食い違いを見せた）を維持するとした馬英九に対し、蔡英文は92年合意そのものを否定する「台湾共識」を掲げる戦略を採ったため、中国との関係悪化を懸念する中間派有権者への支持を広げられなかった。

## 選挙制度
総統候補は副総統候補とペアで出馬し、比較多数の候補ペアを当選者とする。中華民国憲法の規定により、任期は4年、再選は1度。
選挙権は、自由地区（台湾地区）に6ヶ月以上在住する20歳以上の中華民国国民に与えられ、在外住民も選挙権を有する。
被選挙権は、自由地区に6か月以上在住し、中華民国国民として15年以上経過した40歳以上が被選挙人として登録できる。ただし、中華民国国籍を回復、帰化した者、大陸地区（中華人民共和国や香港、マカオ）から移住してきた国民は被選挙人として登録できない。
立候補にあたって政党（直近の国政選挙で5％以上の得票）からの推薦を得るか、複数の政党による推薦（推薦政党の直近国政選挙の得票数合計が5%以上）が必要である。
無所属で立候補する場合は被署名推薦と呼ばれ、前回総統選挙の有権者の1.5％の署名を中央選挙委員会に提出する必要があり、署名の結果をもって、立候補資格を得ることが可能となる。

## 候補者
| 1                     | 1                   | 2           | 2                    | 3                 | 3                          |
| --------------------- | ------------------- | ----------- | -------------------- | ----------------- | -------------------------- |
| 民主進歩党            | 民主進歩党          | 中国国民党  | 中国国民党           | 親民党            | 親民党                     |
| 総統候補              | 副総統候補          | 総統候補    | 副総統候補           | 総統候補          | 副総統候補                 |
| 蔡英文                | 蘇嘉全              | 馬英九      | 呉敦義               | 宋楚瑜            | 林瑞雄                     |
|                       |                     |             |                      |                   |                            |
| 元行政院副院長 党主席 | 元内政部長 党秘書長 | 総統 党主席 | 行政院長 元 党秘書長 | 元台湾省長 党主席 | 国立台湾大学学長・名誉教授 |

### 中国国民党
現職総統の馬英九以外に立候補はなく、2011年4月27日、馬英九を正式に次期総統候補に選任した。同年6月19日、馬候補は、行政院長の呉敦義を副総統候補に選任すると発表した。

### 民主進歩党
党主席の蔡英文、元行政院長の蘇貞昌、元党主席の許信良が党内選挙に立候補し、2011年5月4日、蔡英文を正式に総統候補に選任した。2011年9月10日、民進党秘書長蘇嘉全を副総統候補に指名。同年9月24日の党大会（全国代表大会）で正副総統候補の擁立が正式承認された。

## 争点
選挙の主要争点は馬英九総統が進めてきた対中政策への是非、経済格差と福祉政策であった。対中政策では中台関係改善の成果を主張した馬英九候補（国民党）に対し、蔡英文候補（民進党）は台湾の主体性が脅かされているとして、馬総統が進めてきた中台関係改善を批判した

### 馬英九
- 中国と台湾は「一つの中国」であることを認め、「統一せず・独立せず・武力行使せず」の原則維持で中台交流を拡大。

### 蔡英文
- 中国との関係は台湾人の総意で民主的に決める。対話を通じた平和で安定的な関係構築を目指す。

### 宋楚瑜
- 最終的には中台統一を実現。当面は現状維持し、経済・貿易を中心に交流を拡大。[5]

## 選挙結果

### 全国集計
| 県市別投票結果 |

| 郷鎮市区別投票結果 |

| 候補者                                           | 候補者             | 候補者             | 所属政党           | 得票数     | 得票率  | 得票率                                                                 |
| 総統                                             | 総統               | 副総統             | 所属政党           | 得票数     | 得票率  | 得票率                                                                 |
|                                                  | 馬英九             | 呉敦義             | 中国国民党         | 6,891,139  | 51.60％ | 馬英九・呉敦義 (51.60%) 蔡英文・蘇嘉全 (45.63%) 宋楚瑜・林瑞雄 (2.77%) |
|                                                  | 蔡英文             | 蘇嘉全             | 民主進歩党         | 6,093,578  | 45.63％ | 馬英九・呉敦義 (51.60%) 蔡英文・蘇嘉全 (45.63%) 宋楚瑜・林瑞雄 (2.77%) |
|                                                  | 宋楚瑜             | 林瑞雄             | 親民党             | 369,588    | 2.77%   | 馬英九・呉敦義 (51.60%) 蔡英文・蘇嘉全 (45.63%) 宋楚瑜・林瑞雄 (2.77%) |
| 有効票数（有効率）                               | 有効票数（有効率） | 有効票数（有効率） | 有効票数（有効率） | 13,354,305 | 99.27%  | 馬英九・呉敦義 (51.60%) 蔡英文・蘇嘉全 (45.63%) 宋楚瑜・林瑞雄 (2.77%) |
| 無効票数（無効率）                               | 無効票数（無効率） | 無効票数（無効率） | 無効票数（無効率） | 97,711     | 0.73%   | 馬英九・呉敦義 (51.60%) 蔡英文・蘇嘉全 (45.63%) 宋楚瑜・林瑞雄 (2.77%) |
| 投票者数（投票率）                               | 投票者数（投票率） | 投票者数（投票率） | 投票者数（投票率） | 13,452,016 | 74.38%  | 馬英九・呉敦義 (51.60%) 蔡英文・蘇嘉全 (45.63%) 宋楚瑜・林瑞雄 (2.77%) |
| 棄権者数（棄権率）                               | 棄権者数（棄権率） | 棄権者数（棄権率） | 棄権者数（棄権率） | 4,634,439  | 25.62%  | 馬英九・呉敦義 (51.60%) 蔡英文・蘇嘉全 (45.63%) 宋楚瑜・林瑞雄 (2.77%) |
| 有権者数                                         | 有権者数           | 有権者数           | 有権者数           | 18,086,455 | 100.0%  | 馬英九・呉敦義 (51.60%) 蔡英文・蘇嘉全 (45.63%) 宋楚瑜・林瑞雄 (2.77%) |
| 出典：中央選挙管理会 選挙資料庫 （繁体字中国語） |                    |                    |                    |            |         |                                                                        |

中国国民党の馬英九は、前回より得票率を減らしたものの51.60%で再選を果たした。民主進歩党の蔡英文は45.63%で、前回より得票率を増やしたものの追いつけなかった。馬英九と蔡英文の得票差は6％弱でわずかに接戦となった。親民党の宋楚瑜は埋没し、得票率2.77%だった。投票率は前回選挙（76.3％）を下回った。

### 県市別
| 県市                                             | 有権者数  | 蔡英文、蘇嘉全 | 蔡英文、蘇嘉全 | 馬英九、吳敦義 | 馬英九、吳敦義 | 宋楚瑜、林瑞雄 | 宋楚瑜、林瑞雄 | 無効票 | 投票率 | 次点との得票差 |
| 県市                                             | 有権者数  | 得票数         | 得票率         | 得票数         | 得票率         | 得票数         | 得票率         | 無効票 | 投票率 | 次点との得票差 |
| ------------------------------------------------ | --------- | -------------- | -------------- | -------------- | -------------- | -------------- | -------------- | ------ | ------ | -------------- |
| 台北市                                           | 2,102,664 | 634,565        | 39.54%         | 928,717        | 57.87%         | 41,448         | 2.58%          | 9,669  | 76.78% | 294,152        |
| 新北市                                           | 3,074,849 | 1,007,551      | 43.46%         | 1,245,673      | 53.73%         | 65,269         | 2.81%          | 15,215 | 75.90% | 238,122        |
| 基隆市                                           | 302,139   | 79,562         | 36.77%         | 128,294        | 59.29%         | 8,533          | 3.94%          | 1,414  | 72.09% | 48,732         |
| 宜蘭県                                           | 358,059   | 135,156        | 52.53%         | 115,496        | 44.89%         | 6,652          | 2.58%          | 2,437  | 72.54% | -19,660        |
| 桃園県                                           | 1,506,311 | 445,308        | 39.85%         | 639,151        | 57.20%         | 32,927         | 2.95%          | 7,610  | 74.69% | 193,843        |
| 新竹県                                           | 384,261   | 89,741         | 30.93%         | 190,797        | 65.76%         | 9,599          | 3.31%          | 2,176  | 76.07% | 101,056        |
| 新竹市                                           | 312,118   | 92,632         | 39.49%         | 134,728        | 57.43%         | 7,216          | 3.08%          | 1,628  | 75.68% | 42,096         |
| 苗栗県                                           | 436,219   | 107,164        | 33.18%         | 206,200        | 63.85%         | 9,597          | 2.97%          | 2,600  | 74.63% | 99,036         |
| 台中市                                           | 2,018,158 | 678,736        | 44.68%         | 792,334        | 52.16%         | 48,030         | 3.16%          | 9,953  | 75.76% | 113,598        |
| 彰化県                                           | 1,005,714 | 340,069        | 46.49%         | 369,968        | 50.58%         | 21,403         | 2.93%          | 7,367  | 73.46% | 29,899         |
| 南投県                                           | 411,482   | 123,077        | 42.37%         | 158,703        | 54.63%         | 8,726          | 3.00%          | 2,165  | 71.13% | 35,626         |
| 雲林県                                           | 563,034   | 214,141        | 55.81%         | 159,891        | 41.67%         | 9,662          | 2.51%          | 4,348  | 68.92% | -54,250        |
| 嘉義県                                           | 431,588   | 181,463        | 58.58%         | 120,946        | 39.04%         | 7,364          | 2.38%          | 3,052  | 72.48% | -60,517        |
| 嘉義市                                           | 205,711   | 76,711         | 51.04%         | 69,535         | 46.27%         | 4,042          | 2.69%          | 973    | 73.53% | -7,176         |
| 台南市                                           | 1,485,047 | 631,232        | 57.72%         | 435,274        | 39.80%         | 27,066         | 2.48%          | 8,090  | 74.18% | -195,958       |
| 高雄市                                           | 2,192,005 | 883,158        | 53.42%         | 730,461        | 44.19%         | 39,469         | 2.39%          | 10,944 | 75.91% | -152,697       |
| 屏東県                                           | 684,517   | 271,722        | 55.13%         | 211,571        | 42.93%         | 9,562          | 1.94%          | 4,571  | 72.67% | -60,151        |
| 台東県                                           | 178,938   | 33,417         | 30.50%         | 72,823         | 66.47%         | 3,313          | 3.02%          | 1,019  | 61.79% | 39,406         |
| 花蓮県                                           | 263,888   | 43,845         | 25.94%         | 118,815        | 70.30%         | 6,359          | 3.76%          | 1,570  | 64.64% | 74,970         |
| 澎湖県                                           | 77,817    | 20,717         | 45.65%         | 22,579         | 49.75%         | 2,082          | 4.58%          | 543    | 59.01% | 1,862          |
| 金門県                                           | 83,949    | 3,193          | 8.21%          | 34,676         | 89.23%         | 990            | 2.54%          | 316    | 46.67% | 31,483         |
| 連江県                                           | 7,987     | 418            | 8.03%          | 4,507          | 86.60%         | 279            | 5.36%          | 51     | 65.79% | 4,089          |
| 出典：中央選挙管理会 選挙資料庫 （繁体字中国語） |           |                |                |                |                |                |                |        |        |                |

2010年の地方制度改革により台中県・市、台南県・市、高雄県・市が合併し、今選挙から22県市別集計となった。
中国国民党の馬英九は、地盤である6県で60%以上の得票率を獲得、また台北市、新北市、桃園県といった都市部や基隆市・新竹市、南投県といった地方部、台湾のスイング・ステートである彰化県、台中市のほか澎湖県でもリードし、再選を果たした。
民主進歩党の蔡英文は、地盤である7県市で得票率50%以上を獲得したが、その地盤のみでのリードに留まり、それ以外に支持を広げることができなかった。
親民党の宋楚瑜は、二大政党の争いに埋没し5%以下の得票率に留まった。